# Ezdráš Egon Hýbl
Ezy (* 9. dubna 1987 Jeseník), vlastním jménem Ezdráš Egon Hýbl, je podnikatel, zpěvák, skladatel, textař, herec, moderátor a frontman skupiny Ezyway, který se narodil v roce 1987 v Jeseníku.

## Životopis
Ezy se věnuje hudbě od mládí. Nejprve působil po boku bratra Simeona Hýbla v souboru Alfa Gospel Praises a v kapele BBrothers. Společně se potkali také při projektu Kryštof v Opeře (2008). V roce 2011 stál Ezy u zrodu pop/funkové formace EzyWay. Během své kariéry se zapojil do několika projektů známých českých umělců. Se zpěvákem Benem Cristovaem vytvořil singl Be Mine (Maloobchodník 2013), dále spolupracoval s producentem Borisem Carloffem či Ondřejem Soukupem se kterým vydal singl Little Happy do filmu Bony a Klid II. V roce 2014 se zúčastnil koncertního turné kapely J.A.R. a moderoval nejprestižnější české hudební ceny udělované Akademií populární hudby - Ceny Anděl. V roce 2015 představil dlouho očekávaný duet se zpěvačkou Monikou Bagárovou s názvem Na Nebe Nečekej (2015), které spoluprodukovali Boris Carloff a Jan Steinsdörfer. V roce 2016 založil společně s otcem Egonem custom dílnu Egmont Garage na úpravu a stavbu vozidel a motocyklů. V roce 2018 dostavěli vozidlo Transporter T2, pro Coca Colu, který hraje v reklamě s Ester Ledeckou a Emmou Drobnou a krom toho každý rok toto vozidlo brázdí českou a slovenskou republiku s nejznámějšími influencery jako je GogoMan, LuyPug,Exploited a nebo Shopoholic Nicol dále staví vozidla pro filmové a firemní projekty. Ezy je také frontman kapely HoraL, která je tvořena členy kapely NightWork. HoraL vydal singl pro film Padesátka s názvem BĚŽ!. Od roku 2018 se věnuje herectví hraje v připravovaném filmu Přes Prsty taxikáře a v seriálu Lajna 2 kuchaře po boku Michala Suchánka. Moderuje nový pořad "V Náladě" ve spolupráci s radiem Evropa 2 a YouRadio.
Aktuálně v roce 2019 píše album na nový projekt RAOP kde společně s Johny Machettou budou tvořit duo a v roce 2020 plánují s novou deskou tour. V roce 2020 ve spolupráci s Matějem Kretíkem vytvořil pořad Výměna Aut se zajímavými hosty a umělci mezi, které například patří Michal Suchánek, Jirka Král a další. V roce 2021 navazuje druhá sezóna Výměny Aut a zároveň se Ezy objevuje ve filmu Ubal a Zmiz v roli security. Pořad Výměna Aut díky své sledovanosti se dostává na obrazovky Prima TV s názvem Výměna Aut Limited Edition od 1. prosince 2021 a naváže tak na konec druhé sezóny Výměny Aut na youtube.

## Kapela EzyWay
Kapela EzyWay vznikla v roce 2011 v Ostravě. Ve své tvorbě se zaměřuje na pop se silnou inspirací funky, gospelu a R&B. Základ skupiny tvoří 3 bratranci - Ezdráš Hýbl, Jan Rafaj, Lukáš Hýbl, k nimž se přidal klávesista Pavel Kubiczek, kytarista Martin Dorazil a baskytarista Petr Vyhnálek. V roce 2013 vydala kapela debutové album Maloobchodník, které pokřtila v pražském Rock Café za účasti Marka Ztraceného. CD, které obsahuje písně Be Mine, Waste Time a debutový singl Maloobchodník, bylo nahráno ve známém ostravském studiu Citron. Kapela během svého působení prošla personálními změnami. V roce 2015 odešel klávesista Pavel Kubiczek, místo kterého nyní působí David Savkovic. Letos vyjde kapele jejich druhá deska ve spolupráci s Lewron Music Center. Začátkem roku 2016 odjedou jako hosté s kapelou Kryštof SrdceBeat ClubTour 2016.

### Nástrojové obsazení
- Ezdráš „Ezy“ Hýbl (zpěv)
- Jan „Johnny“ Rafaj (kytara)
- David Savkovic (klávesy)
- Petr Vyhnálek (baskytara)
- Martin Dorazil (kytara)
- Lukáš Hýbl (bubny)
- Vašek Grigor (trumpeta)

## Diskografie

### Maloobchodník (2013)
1. Maloobchodník
2. Waste Time
3. Fly
4. Čistej stůl
5. Snad tohle víš
6. Vztah na splátky
7. Be My
8. Something Got Me Started
9. Love Foolosophy
10. Shackles
11. Our God
12. Maloobchodník (Andrea Fiorino Disco Ride)

## Filmografie

### Filmová hudba
- 2014 – Bony a Klid (TV film)
- 2015 – Padesátka (TV film)
- 2019 – Přes Prsty (TV film)

### Herecká filmografie
- 2014 – Moderátor Předávání Cen Anděl 2014
- 2015 – Roboti v Česko Slovensko Má Talent 2015 (role zpívajícího robota) projekt získal Zlatý Buzzer
- 2018 – V Náladě (Internetový pořad Evropy 2)
- 2019 – V Náladě (Internetový pořad Evropy 2)
- 2019 – Lajna 2 (TV Film) role kuchaře
- 2020 – Přes Prsty (TV Film) role taxikáře
- 2020 – Výměna Aut

1. sezóna vychází na YouTube
- 2021 – Ubal a Zmiz (TV Film) role security
- 2021 – Výměna Aut                                          2. sezóna vychází na YouTube
- 2021/22 – Výměna Aut Limited Edition vychází na Prima TV jako televizní pořad
- 2022 - Indián (TV Film) role dřevorubce